# Différences (Berio)
Pour l’article homonyme, voir Différences.
Différences est une œuvre mixte pour flûte, clarinette, alto (violon), violoncelle, harpe et bande magnétique de Luciano Berio, composée en 1958-1959. Elle est écrite pour les concerts du Domaine musical à Paris créée le 14 mars 1959 à la salle Gaveau sous la direction de Pierre Boulez.
Cette pièce dure environ 17 minutes. Elle sera notamment rejouée en 1968 à Montréal, cette fois sous la direction du compositeur. La partition est éditée par Universal Edition.
Différences est l'une des premières tentatives de combiner des instruments joués en temps réel avec de la musique électronique. Au centre de l'œuvre, la bande magnétique prend la place des interprètes. Ils reviennent avec plusieurs entrées en pizzicato, créant une texture homogène qui cherche l'altération de l'expression plutôt qu'une rupture dans le caractère de la musique.
Berio commença à composer Différences un an avant la première en enregistrant à Paris les musiciens qui devaient jouer l'œuvre. Au Studio di fonologia musicale de Milan, il retoucha ses enregistrements pour produire la bande avec laquelle les musiciens interagissent durant l'interprétation. Berio remarquait que « dans Différences, le modèle original des cinq instruments coexiste avec une image de lui-même qui est continuellement modifiée, jusqu'à ce que les différentes phases de transformation livrent une image complètement altérée qui n'a plus rien à voir avec l'original » (Berio, Dalmonte et Varga 1985, p. 126).

## Sources
- Luciano Berio, Rosanna Dalmonte et Bálint András Varga, Two Interviews, Londres, 1985 (ISBN 0-7145-2829-3)